# 盒

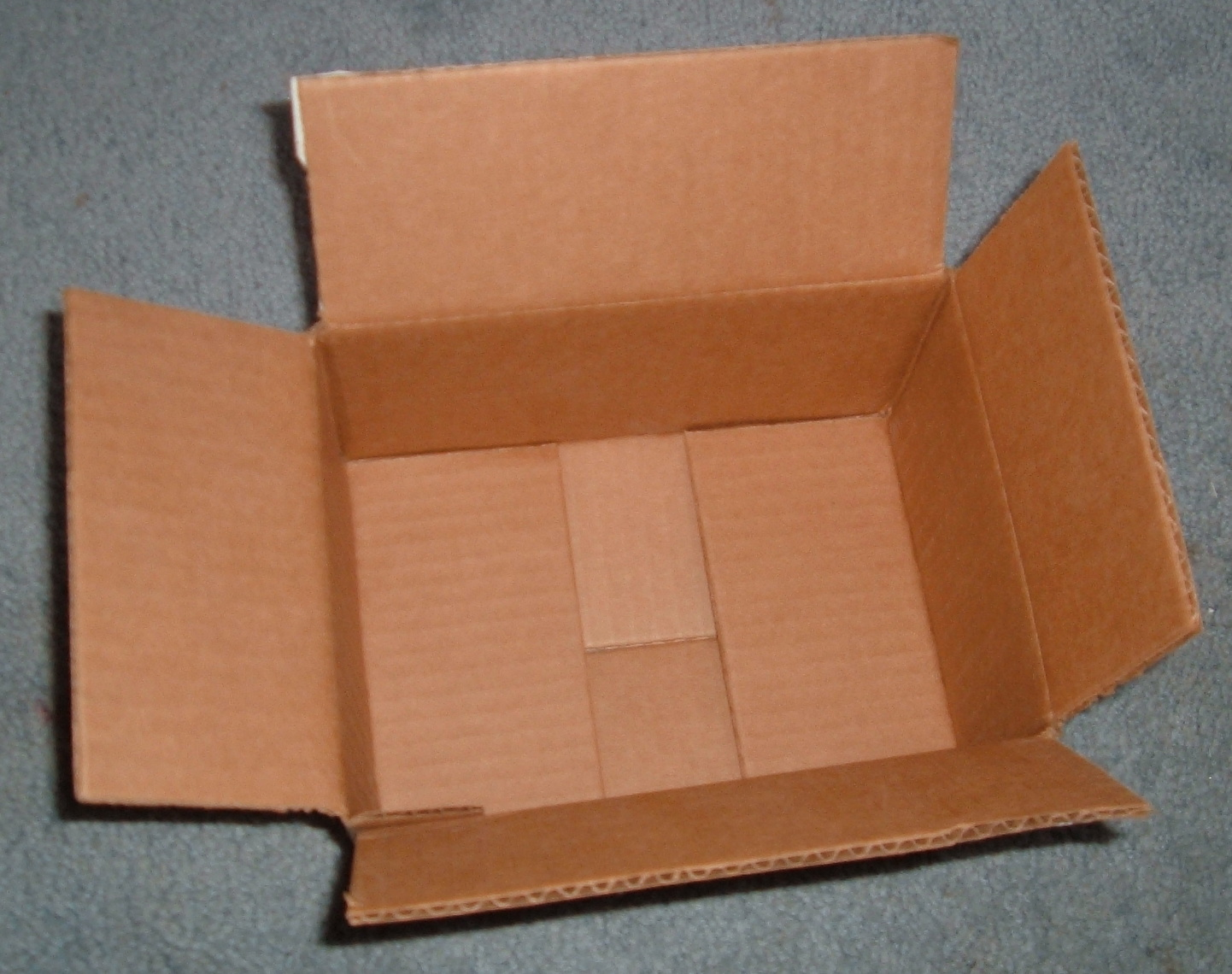
瓦楞紙盒

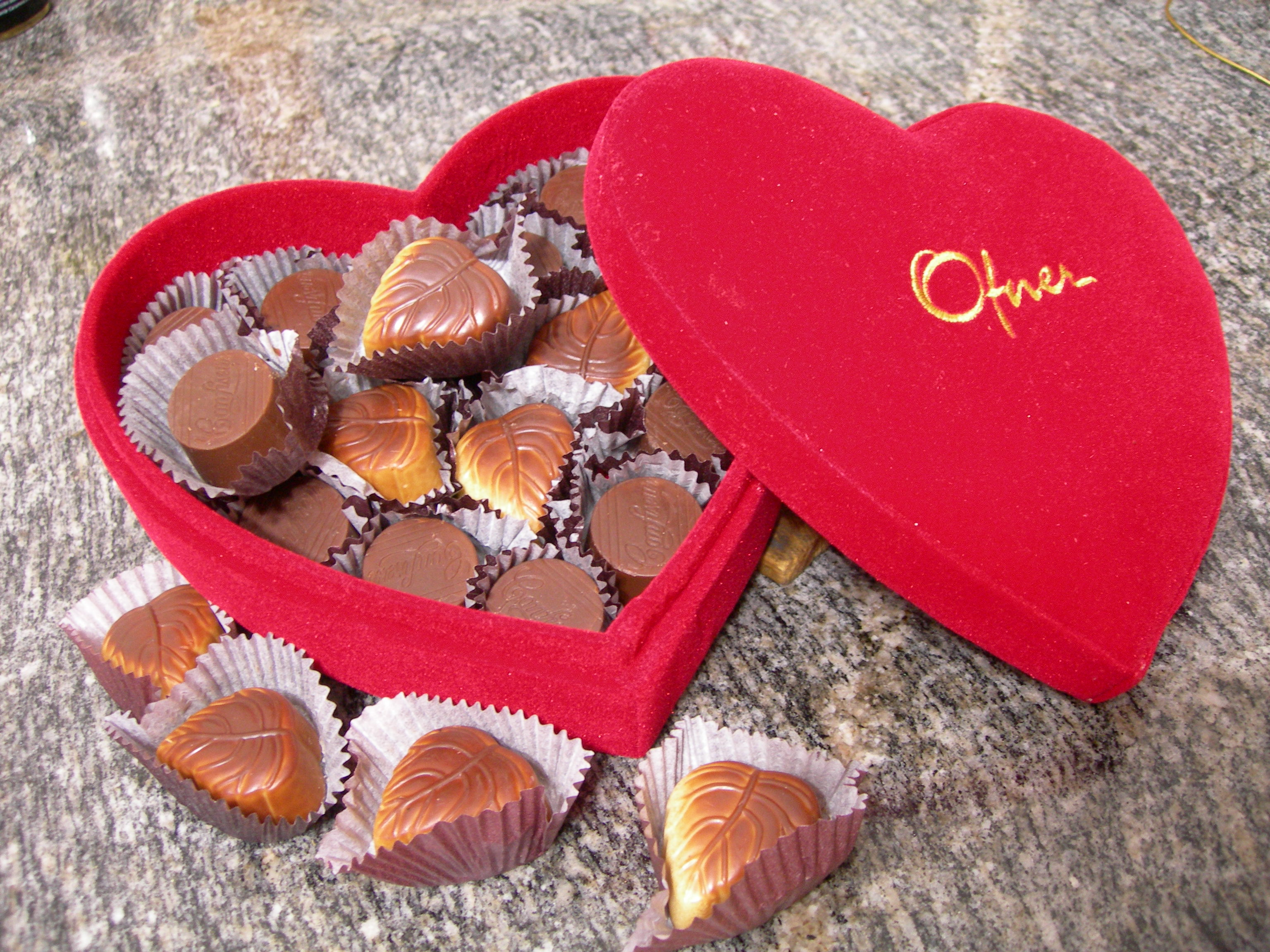
禮品盒

盒，又稱盒子，是一种盛載物件的容器。其包裝物料令它的空間不變，也保護盛載物不易變形。盒子用料可能有各種材料，例如:木板、玻璃、紙皮、陶瓷、鐵皮等。基于个人主观意愿判断，大一點的盒子有些稱為箱或箱子，例如废纸箱、收纳箱。
盒子通常是呈現長方體、立方體等，但有些是圓柱體或其他固定形狀。
紙盒常用於盛裝貨物，如禮物盒、紙巾盒等。